# 西布朗2015年至2016年球季
西布朗2015年至2016年球季（英語：2015–16 West Bromwich Albion F.C. season）是西布罗姆维奇足球俱乐部在英格蘭足球聯賽第113個球季，亦是連續第六季在英超聯賽參賽，上季以第13位的成績結束球季。

## 球員名單
粗體字為新加盟球員

## 中部打吡
阿士東維拉

## 外部連結
- 西布朗官方網站（页面存档备份，存于）
- espnfc.com: West Bromwich Albion Home （页面存档备份，存于）
- West Brom @ soccerbase （页面存档备份，存于）
- westbromwichalbion-mad （页面存档备份，存于）
- historicalkits.co.uk: Barclays English Premier League 2015 - 2016（页面存档备份，存于）